# Kevin De Bont
Kevin De Bont (Edegem, 18 februari 1987) is een Belgisch voormalig kajakker.

## Levensloop
De Bont vertegenwoordigde samen met Bob Maesen België op de Olympische Zomerspelen van 2008 te Beijing, alwaar ze strandden in de halve finales. Ze kwalificeerde zich voor deze Spelen op de wereldkampioenschappen van 2007 te Duisburg, alwaar ze vijfde werden in de K2 1000 meter.
In 2010 stopte hij op 22-jarige leeftijd met professioneel kajakken omdat hij geen nieuw profcontract van BLOSO kreeg. Hij was aangesloten bij Koninklijke Cano Club Mechelen. De Bont werd later paracommando in het Belgisch leger.

## Palmares
2007
- 5e WK K2 1000m

2008
- 11e EK K2 1000m
- 4e halve finale OS K2 1000m